# Du är vad du äter
Du är vad du äter är ett TV-program som ursprungligen sändes på TV3 mellan 2005-2007 med Anna Skipper som kostexpert/programledare. Mellan 2011 och 2012 sändes programmet i TV4 Plus/Sjuan även då med Anna Skipper. Från 2016 sänds programmet återigen på TV3 men med Annika Sjöö som kostexpert/programledare.
I varje avsnitt medverkar en, eller ibland två, deltagare som med hjälp av kostrådgivaren, under åtta veckor ska ändra sina matvanor.

## Produktion
Förutom kändisar deltar även andra som ansökt om intresse. Programmet produceras av Titan Television och formatet är utvecklat av Celador, som är kända även för den brittiska serien You Are What You Eat och Vem vill bli miljonär?.

## Kritik
TV-programmet har kritiserats hårt av företrädare för Dietisternas riksförbund, som bland annat anser att programmet förstärker fördomarna mot överviktiga genom att bemöta dessa respektlöst. De anser också att många av metoderna som används i programmet är ineffektiva och ovetenskapliga.